# De Luxe
de Luxe（ドルックス）は、資生堂から発売されている基礎化粧品シリーズのブランドである。
1932年（昭和7年）から発売されている化粧品であり、現在発売されている化粧品の中では、ピアスから発売されているパピリオ化粧品とならぶ最古参ブランドである。
「高級品で通っている資生堂の中でも最高級の品質」とされ、当時は非常に高価な化粧品だった。戦時体制により一時的に製造中止となったが、1951年（昭和26年）に発売が再開された。発売当初は白粉・クリームなど5品目であったが、やがて口紅や香水もラインアップに加わった。
現在は資生堂の子会社である資生堂フィティットより、600円～800円のリーズナブルな価格で、基礎化粧品のみを発売している。香料に敏感な人向けに、全品無香料の「de Luxe ODORLESS（ドルックス オーダレス）」も発売されており、年輩者から現在の若者にまで愛用されている。
山名文夫のデザインによる、唐草模様のパッケージが特徴。「de luxe」は、フランス語で高級（デラックス）という意味を持つ。
2008年9月、オーダレスシリーズの化粧水・乳液を除くクレンジング、ナイトクリーム、洗顔料、マッサージクリームが製造終了。